# Cosăuți, Rahău
Cosăuți (în ucraineană Косівська Поляна, Kosivska Poleana) este o comună în raionul Rahău, regiunea Transcarpatia, Ucraina, formată numai din satul de reședință.

## Demografie
Componența lingvistică a comunei Cosăuți
     Ucraineană (98,79%)
     Rusă (1,16%)
     Alte limbi (0,02%)
Conform recensământului din 2001, majoritatea populației comunei Cosăuți era vorbitoare de ucraineană (98,79%), existând în minoritate și vorbitori de rusă (1,16%).